# 退休
退休，指结束职业劳动，主要是因為年齡或其他因素，社会人群的普遍化退休是工业化的产物。一些职业对退休有特定的称呼，如退伍、退役、离休、引退等，例如電腦從業者大多以引退作為退休的名詞。

## 历史
古代世界，各地经济以农业为主，民众大都从事农业。数千年以来，农民都是最为普遍的职业。进入老年后，丧失劳动力的人群通常依靠积蓄和子女赡养生活。另一方面，在19世纪大规模的工业化之前，全球各地平均寿命不超过四十岁，老年人群并非人群主体。
中国传统社会中，所指的退休主要涉及官员。官員退休稱為“致仕”或“懸車致仕”，一般致仕的年龄为七十岁，有疾可提前。《北史·韦孝宽传》：韦孝宽“每以年迫悬车，屡请致仕。”北宋陈执中出任陈州郡守，认为录事参军蔡黄裳年紀大，要他自请退休。蔡黄裳本來不肯，陈执中威胁他，蔡黄裳只得被迫致仕，晚年流寓陈州。
工业革命自17世纪在欧洲开始，到19世纪，欧洲国家开始步入工业化社会。现代社会的退休制度，源自普魯士王國的首相奥托·冯·俾斯麦在1889年为了统一德意志组建德意志帝國而设计的。他最初的设计是，德国社会实行国家雇佣制度，雇员在70岁退休，由政府发放养老金直到去世。1916年，德国将退休年龄降到65岁，成为全世界工业国家退休制度的滥觞。

## 形式

### 法定退休
一般勞動法規規定的退休年齡上限為60歲或65歲不等。超過此年歲的職員，想再繼續工作也不能，所以這種也是強制退休。但有些退休者，則會以顧問或其他名義在原單位或其他地方繼續任職，或是擔任志工等義務性工作。極少部份職務，如羅馬教宗等是終身職，除非自行請辭，否則將會任職到去世為止。
第二次世界大战后，全球人口平均寿命有了大幅度提高，而发达国家则普遍进入老龄化社会。进入21世纪，随着人口老龄化，劳动力人口减少。以年金形式发放退体金的政府维持现有制度面临巨大的财政压力。2012年1月起，德国政府将法定退休年龄由65岁逐渐提高至67岁。2013年，英国政府宣布将法定退休年龄在2030年代将推迟至68岁。预计2050年，美国、德国的法定退休年龄为67岁。意大利、丹麦的法定退休年龄为69岁。

### 提早退休
提早退休计划又称自愿离职计划、优惠退休计划、优退，是公共或私人机构因合并或大规模重整时为了减少雇员人手和有关人事管理成本而作出的行政措施。通常参加这类型计划的职员申请提前退休时除了会有原来的法定补偿金，还会获得丰富的特惠金或股份紅利以示鼓励。如果提早退休计划无法完成指标，管理层才会決定解雇职员，以达成原先所定下的计划。 
在香港，条件较优厚的提早退休计划俗称“肥鸡餐”；而条件较逊色，或者是只按照勞工條例作出的離職補償则俗称“乳鸽餐” 

## 各地退休制度

### 中国大陆
- 中华人民共和国社会保险制度（简称社保），须缴纳15年有效养老保险的人士，达到法定退休年龄（普通职工男性60岁或女性50岁；领导干部男性65岁或女性55岁；因伤病残疾提前病退）后，可每月领取社保基金发放的退休金直至死亡。退休人员仍可以继续职业工作，而无须继续缴纳社保，社保退休金领取不受影响。无养老保险的人士中，有子女的，则由子女提供赡养费。无子女的农村人口享有五保，城镇人口享有低保。
  - 相关制度允许病退、内退（离岗退养）。内退是一种近似于退休的企业员工享有的福利制度，但在到达法定退休年龄前仍然是原单位员工，是特殊经济环境下的产物。
  - 离休，仅限于符合1949年9月30日前的中国人民解放军、1948年底以前在中国共产党控制区政府工作、1949年9月21日前参加民主党派等条件的高级干部。

#### 延遲退休
2020年10月29日，中国共产党第十九届中央委员会第五次全体会议通过的《中共中央关于制定国民经济和社会发展第十四个五年规划和二〇三五年远景目标的建议》提出要「实施渐进式延迟法定退休年龄」。
2022年2月21日，中国政府网发布《国务院关于印发“十四五”国家老龄事业发展和养老服务体系规划的通知》，再度提及要实施渐进式延迟法定退休年龄。3月1日起，江苏可申请推迟退休。
2024年7月18日，中国共产党第二十届中央委员会第三次全体会议通过的《中共中央关于进一步全面深化改革、推进中国式现代化的决定》中首次提出应当“按照自愿、弹性原则，稳妥有序推进渐进式延迟法定退休年龄改革。”
2024年9月13日，第十四届全国人民代表大会常务委员会第十一次会议通过《国务院关于渐进式延迟法定退休年龄的办法》，从2025年起，在接下来的十五年里，逐步分批将男职工的法定退休年龄从原来的60岁延迟到63岁，女职工的法定退休年龄从原来的50岁、55岁分别延迟到55岁、58岁。

### 香港
- 公務員在2015年6月1日或之後受聘為文職職系人員的退休年齡為65歲，而紀律部隊職系人員（不論職級）為60歲。[11]

- 香港的雇庸合约，雇主依合约而给予年老职工的一次性退休金，但退休或退休金补偿并非强制性，由职工自主提出的辞职而离职的行为，亦被称作退休。如果重新就业之后，就不视为退休了。2000年起，香港政府实施強制性公積金政策。

- 亦有部份達退休年齡人士選擇退而不休，於退休之齡開始發展事業，以特許經營[12]方式創業。

## 退休生活
退休之後，人的心理會有所變化，適應不了會出現社會問題。輕微者例如在大城市的商業中心及辦公室林立的地方，有一些老年人身穿上班服，例如西裝，手拿公事包，在公園等地方出現，朝九晚五，風雨不改。
近年來由於環境的變化，使得有些企業為了降低人事成本，避免付出大筆退休金給退休的員工，而以工讀、人力派遣等非常規雇用取代正職員工（但事實上工讀、人力派遣的員工依法仍可享有勞工保險及勞退新制的退休保障）。甚至以各種手段，如任意調動工作、減薪或是逼退等，而造成許多社會問題。有些國家為此訂定法律防止這些行為，並推動國民年金等年金式國民保險制度，以加強未參加勞保、農保、公教保或軍保者的基本保障。

## 外部連結
- The world's largest study into global ageing and retirement[]
- The New Meaning of Retirement （页面存档备份，存于）
- Post-retirement Career & Volunteering （页面存档备份，存于）
- "Historical Development" Social Security Administration （页面存档备份，存于）
- Economic History of Retirement in the U.S. from EH.NET's Encyclopedia
- Switzerland's senior citizens sharing tales of life in Geneva
- Retirement Planning Calculator on MSN Money
- Public retirement in Spain （页面存档备份，存于）